# Bolitoglossa celaque
Bolitoglossa celaque és una espècie d'amfibi urodel de la família Plethodontidae.

## Descripció
Fa 6,2 cm de llargària. La cua té la mateixa longitud que la resta del cos. Musell truncat. Extremitats relativament llargues. Coloració vermellosa amb taques grogues a la part dorsal. Les parts inferiors van d'un color groc pàl·lid a un carabassa fosc, de vegades tacat d'un gris argentat.

## Hàbitat
Viu damunt bromèlies i molses del terra o als arbres entre 1.900 i 2.620 m d'altitud.

## Distribució geogràfica
Es troba al sud-oest d'Hondures i territoris adjacents del Salvador.

## Estat de conservació
Es troba en perill d'extinció perquè ocupa un territori de menys de 5.000 km², la seua distribució està molt fragmentada i el seu hàbitat està en procés de degradació a causa de la desforestació provocada per l'agricultura de subsistència i els freqüents incendis forestals.